# سیارک ۵۵۱۱۲
سیارک ۵۵۱۱۲ (به انگلیسی: 55112 Mariangela، نامگذاری:2001QQ153) پنجاه و پنج هزار و صد و دوازدهمین سیارک کشف شده‌است که در ۲۸ اوت ۲۰۰۱ کشف شد.